# Mihail Hodorkovski

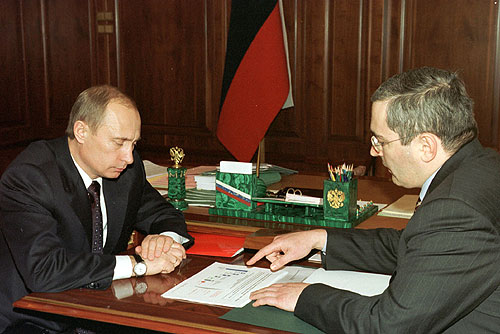
Hodorkovski cu Vladimir Putin pe 20 decembrie 2002

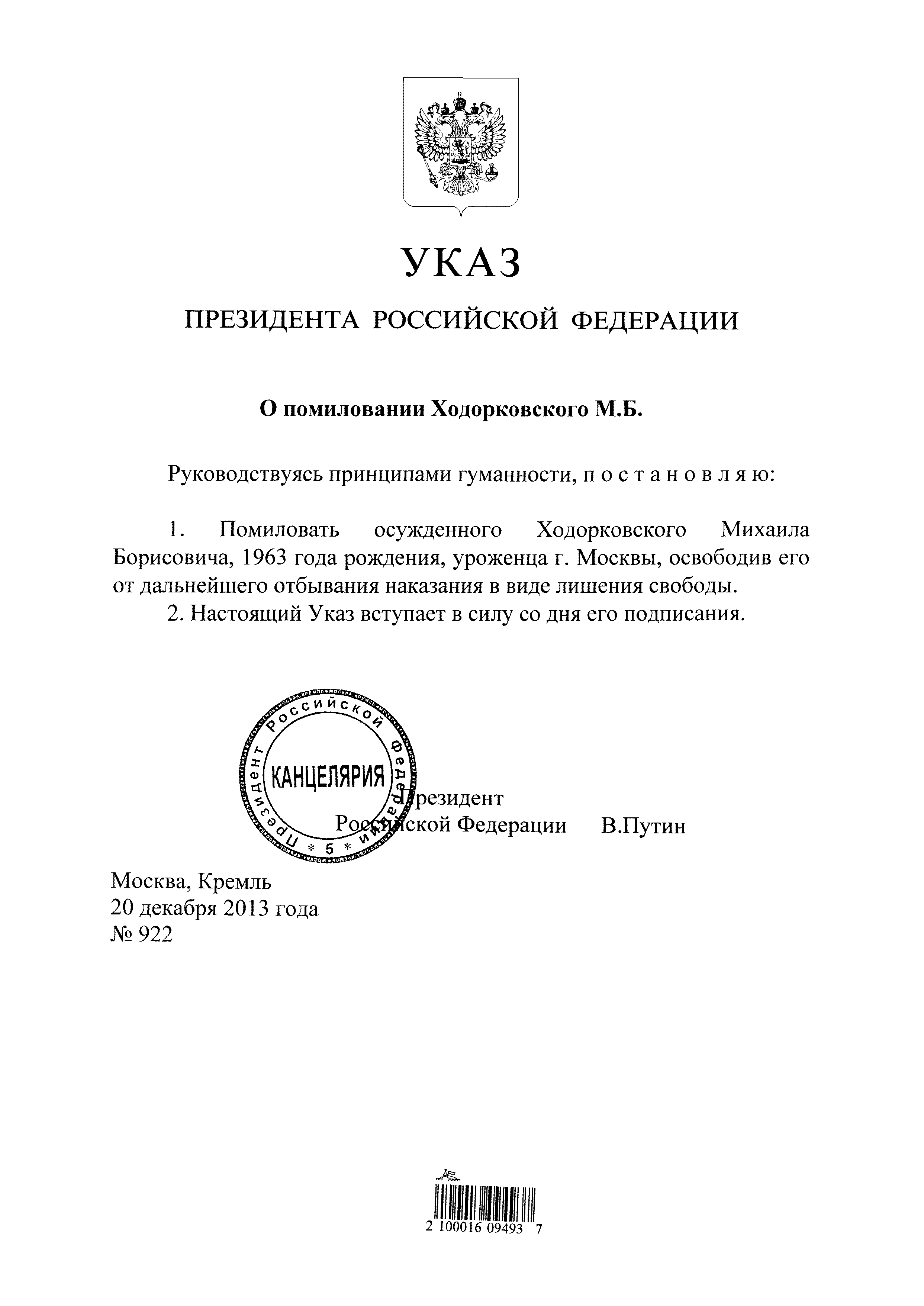
Ordinul Executiv #922 de grațiere a lui Mihail Hodorkovski, din 20 decembrie 2013

Mihail Hodorkovski este un bogat om de afaceri rus, fost președinte al grupului petrolier Iukos.
A fost arestat în 25 octombrie 2003, pe aeroportul Novosibirsk.
Atunci, el și principalul său asociat, Platon Lebedev, au fost condamnați la 8 ani de închisoare pentru escrocherie și evaziune fiscală și încarcerați.
În decembrie 2010, ambii au fost condamnați la câte 14 ani de închisoare (la care sunt luați în calcul și cei 8 ani pe care îi ispășeau deja) pentru furtul a milioane de tone de țiței și de spălare de bani în valoare de 23,5 miliarde de dolari. 
Decizia instanței de judecată a primit o apreciere controversată din partea comunității ruse și internaționale: unii considerau condamnarea corectă, alții considerau că ei sunt „prizonieri ai conștiinței” persecutați pe motive politice
Curtea Europeană a Drepturilor Omului, în decizia din mai 2011, a luat în calcul încălcările procedurale în timpul arestării, a faptelor de umilire a demnității umane în timpul detenției pe parcursul anchetei preliminare și judiciare, precum și plângerile din detenție.
După 10 ani de detenție, pe 20 decembrie 2013 el a fost grațiat de președintele Vladimir Putin, fiind eliberat din închisoare chiar în aceeași zi. Amnisitierea a venit în urma unei cereri a lui Hodorkovski de a fi eliberat, pe motiv că mama sa e grav bolnavă. Imediat
după eliberare Hodorkovski, a zburat în Berlin, Germania.
Pe 28 iulie 2014, Rusia a fost condamnată de către Curtea Permanentă de Arbitraj de la Haga să plătească suma de 50 de miliarde de dolari despăgubiri acționarilor companiei petroliere Iukos, în contul activelor expropriate.
Valoarea despăgubirii este de 20 de ori mai mare decât cea mai mare sumă stabilită până la acel moment de către această instanță.

## Biografie
Mihail Hodorkovski s-a născut la 26 iunie 1963 la Moscova, în familia lui Boris Moiseevici (născut la 3 august 1933) și Marina Filippovna (Petrova, 13 septembrie 1934 - 3 august 2014) Hodorkovski. Bunicul lui Hodorkovski pe linia maternă a fost antreprenor, care deținea o fabrică. Atât mama, cât și tatăl au fost ingineri chimici care au lucrat toată viața la Uzina „Calibr” (Калибр) din Moscova. Până în 1971, familia a trăit într-un apartament comunal, apoi s-a mutat în locuință separată.